# 马隆 (萨拉戈萨省)
马隆，是西班牙阿拉贡自治区萨拉戈萨省的一个市镇。 总面积6平方公里，总人口436人（2001年），人口密度73人/平方公里。